# Santomauro (cognome)
Santomauro è un cognome di lingua italiana.

## Origine e diffusione
È un composto dei cognomi Santi e Mauro.